# Landesregierung Pühringer I
Die Landesregierung Pühringer I unter Landeshauptmann Josef Pühringer (ÖVP) bildete die Oberösterreichische Landesregierung in der XXIV. Gesetzgebungsperiode des Oberösterreichischen Landtags vom Ausscheiden des Landeshauptmanns Josef Ratzenböcks bis zum Ende der Gesetzgebungsperiode am 30. Oktober 1997. Der Landesregierung Pühringer I folgte die Landesregierung Pühringer II nach.
Durch das Ausscheiden von Landeshauptmann Ratzenböck kam es am 2. März 1995 zu einer großen Regierungsumbildung. Neben Ratzenböck schieden auch der Landesrat Gerhard Klausberger (SPÖ) und der Landeshauptmann-Stellvertreter Karl-Albert Eckmayr (ÖVP) aus dem Amt aus. Zum neuen Landeshauptmann wurde der bisherige Landesrat Josef Pühringer gewählt, zum Landeshauptmann-Stellvertreter stieg Landesrat Christoph Leitl auf. Als Landesräte rückten Franz Hiesl und Walter Aichinger in die Regierung nach. Für den zurückgetretenen Landesrat Klausberger kam  mit Barbara Prammer das erste weibliche Regierungsmitglied in die Oberösterreichische Landesregierung. Zur einzigen Veränderung während der Amtsperiode kam es, als Barbara Prammer am 25. Februar 1997 aus der Regierung ausschied, um Frauenministerin in der Bundesregierung Klima zu werden.

## Regierungsmitglieder
| Amt                            | Name             | Partei | Zuständigkeitsbereiche |
| ------------------------------ | ---------------- | ------ | ---------------------- |
| Landeshauptmann                | Josef Pühringer  | ÖVP    |                        |
| Landeshauptmann-Stellvertreter | Fritz Hochmair   | SPÖ    |                        |
| Landeshauptmann-Stellvertreter | Christoph Leitl  | ÖVP    |                        |
| Landesrat                      | Walter Aichinger | ÖVP    |                        |
| Landesrat                      | Franz Hiesl      | ÖVP    |                        |
| Landesrat                      | Leopold Hofinger | ÖVP    |                        |
| Landesrat                      | Josef Ackerl     | SPÖ    |                        |
| Landesrat                      | Barbara Prammer  | SPÖ    |                        |
| Landesrat                      | Hans Achatz      | FPÖ    |                        |